# Tjeerd Boersma
Tjeerd Albert Boersma (ur. 22 lutego 1915 w Amsterdamie, zm. 3 czerwca 1985 w Grazu) – holenderski lekkoatleta specjalizujący się w biegach sprinterskich.
Pierwszy występ Holendra na arenie międzynarodowej miał miejsce w 1934 roku podczas I Mistrzostw Europy w Turynie. W sztafecie 4 × 100 metrów Boersma biegł na drugiej zmianie. Ekipa holenderska z czasem 41,6 sekundy zdobył brązowy medal, ulegając jedynie ekipom niemieckiej i węgierskiej.
Boersma reprezentował Holandię podczas XI Letnich Igrzyskach Olimpijskich w 1936 roku w Berlinie. W sztafecie 4 × 100 metrów Holender biegł na pierwszej zmianie. W fazie eliminacyjnej Holendrzy wygrali swój bieg eliminacyjny i z czasem 41,3 sekundy awansowali do finału. W biegu finałowym ekipa holenderska została zdyskwalifikowana.

## Rekordy życiowe
- bieg na 100 metrów – 10,7 (1937)